# Sexploitation

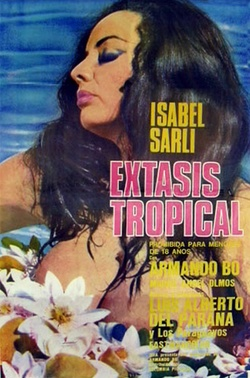
Affiche du film ' (1969), réalisé par Armando Bó et avec Isabel Sarli.

Le terme sexploitation ou sex-exploitation décrit un genre de films à petit budget de production indépendante, associé aux années 1960 et servant largement à véhiculer l'exhibition de situations sexuelles non explicites et/ou de nudité gratuite. Il est souvent admis que ce terme désigne un sous-genre du film d'exploitation. Les films de sexploitation étaient généralement projetés dans des cinémas de films d'exploitation, les précurseurs des cinémas des années 1970 et 1980 qui proposèrent un contenu pornographique. Les nudies (films mettant en scène des corps nus dans le but d'exciter le voyeurisme du spectateur) sont associés à la catégorie sexploitation.

## Principaux réalisateurs de films de sexploitation
| - Russ Meyer - Doris Wishman - David F. Friedman - Joseph W. Sarno - Harry Novak |  | - Michael et Roberta Findlay - Radley Metzger - Andy Milligan - Carl Monson - Tinto Brass |  | - Ernst Hofbauer - Jesús Franco - Jean Rollin - Stanley Long - Piero Schivazappa |